# Frostastaðavatn
Frostastaðavatn – jezioro w Islandii, położone na Wyżynie Islandzkiej w pobliżu gór Landmannalaugar i wulkanu Hekla.